# I-1 (sous-marin)
Le sous-marin japonais I-1 est un croiseur sous-marin de la marine impériale japonaise de classe J-1 et était le navire de tête des quatre sous-marins de sa classe.
Mis en service en 1926, il a servi dans la deuxième guerre sino-japonaise et la Seconde Guerre mondiale. Pendant ce dernier conflit, il a soutenu l'attaque de Pearl Harbor, a mené des patrouilles de lutte contre le trafic maritime dans l'océan Indien et a participé à la campagne des îles Aléoutiennes et à la bataille de Guadalcanal. En janvier 1943, lors de l'évacuation de Guadalcanal par les Japonais, l'opération Ke, les corvettes dragueurs de mines de la Royal New Zealand Navy HMNZS Kiwi et HMNZS Moa l'ont intercepté, et il a fait naufrage dans la baie de Kamimbo, sur la côte de Guadalcanal, après la bataille de surface qui a suivi,.

## Conception et description
Construit par Kawasaki Shipbuilding Corporation à Kobe, au Japon, le I-1 a été mis sur cale le 12 mars 1923 sous le nom de Croiseur sous-marin no 74. Il a été lancé le 15 octobre 1924. Rebaptisé I-1 le 1er novembre 1924, il a été achevé fin février 1926 et a subi des essais en mer, auxquels ont participé plusieurs constructeurs de navires allemands, dans la mer intérieure de Seto au large de l'île d'Awaji. La marine impériale japonaise l'a accepté pour le service et l'a mis en service le 10 mars 1926.

## Histoire

### Service précoce
Dès sa mise en service, le I-1 fut rattaché au district naval de Yokosuka. Le 1er août 1926, il fut affecté, avec son navire jumeau le I-2, à la 7e division sous-marine du 2e escadron de sous-marins de la 2e flotte. Le 28 novembre 1928, à 10h35, alors que la 7e division sous-marine rentrait à Yokosuka par mer agitée et visibilité réduite, le I-1 s'est échoué. Il a subi des dommages mineurs. Il n'y a pas eu d'inondation, mais il a été mis en cale sèche à Yokosuka pour faire inspecter sa coque.
Le 5 novembre 1929, le I-1 a été mis hors service et placé en réserve. Pendant qu'il était en réserve, il a subi une modernisation, au cours de laquelle ses moteurs diesel de fabrication allemande et toute son installation de batteries ont été remplacés. Une fois les travaux terminés, il a été remise en service le 15 novembre 1930.
Le 15 novembre 1934, la 7e division sous-marine, y compris le I-1, a été réaffectée au 1er escadron de sous-marins de la 1re Flotte. Le 15 novembre 1935, il a de nouveau été mis hors service et placé en réserve pour subir une reconstruction. Pendant qu'il était hors service, son sonar de fabrication américaine a été remplacé par un système de sonar fabriqué au Japon et son  kiosque a été rationalisé. Une fois la reconstruction terminée, il a été remis en service le 15 février 1936.
Le 27 mars 1937, le I-1 a quitté Sasebo à destination de la mer d'Ariake, qu'il a atteint le 6 avril 1937, puis il a repris la route pour s'entraîner dans les environs de Qingdao, en Chine.

### Deuxième guerre sino-japonaise
Le 7 juillet 1937 a eu lieu le premier jour de l'incident du pont Marco-Polo, qui a marqué le début de la seconde guerre sino-japonaise. Le 28 juillet 1937, la division du I-2, la 7e division sous-marine, a été affectée au 1er escadron sous-marin de la 1re flotte et en septembre 1937, le 1er escadron sous-marin  a été réaffecté à la 3e flotte qui, à son tour, a été subordonnée à la Flotte de zone chinoise pour la surveillance dans les eaux territoriales chinoises. L'escadron, composé du I-1, de son camarade de division I-2 et des sous-marins I-3, I-4, I-5 et I-6, s'est déployé sur une base à Hong Kong avec les ravitailleurs de sous-marins Chōgei et Taigei en septembre 1937. Du 21 au 23 août 1937, les six sous-marins du 1er Escadron de sous-marins ont opéré en mer de Chine orientale comme couverture lointaine pour une opération au cours de laquelle les cuirassés Nagato, Mutsu, Haruna et Kirishima et le croiseur léger Isuzu ont transporté des troupes de Tadotsu, au Japon, à Shanghai, en Chine.
Le 1er Escadron de sous-marins était basé à Hong Kong jusqu'à l'automne 1938. Dans un effort pour réduire les tensions internationales liées au conflit en Chine, le Japon a retiré ses sous-marins des eaux chinoises en décembre 1938.

### 1939–1941
De 1939 à 1940, le I-1 a subi une remise en état, au cours de laquelle des réservoirs d'impulsion ont été installés sur ses tubes lance-torpilles de type 15 et ses mâts radio pliables ont été retirés. Son escadron, le 2e escadron de sous-marins, a été resubordonné à la 6e flotte le 15 novembre 1940.
Le 10 novembre 1941, le commandant de la 6e flotte, le vice-amiral Mizumi Shimizu, réunit les commandants des flottes de sous-marins pour une réunion à bord de son navire amiral, le croiseur léger Katori, ancré dans la baie de Saeki. Il les informe de l'attaque prochaine de Pearl Harbor, qui entraînera le Japon et les États-Unis dans la Seconde Guerre mondiale. Alors que la marine impériale japonaise commençait à se déployer pour le conflit à venir dans le Pacifique, le reste du 1er Escadron de sous-marins fit route de Yokosuka le 16 novembre 1941, en direction des îles hawaïennes. À l'époque, le I-1 était en réparation - un récepteur à très basse fréquence était installé à bord - à Yokosuka, de sorte que son départ fut retardé, mais le 23 novembre 1941, il quitta lui aussi Yokosuka. Après une escale de nuit dans la baie de Tateyama, il se mit en route pour Hawaï, avançant à la vitesse maximum pour rattraper ses camarades d'escadron et restant en surface jusqu'à 600 milles nautiques (1 100 km) d'Oahu.
Le 6 décembre 1941, le 1er Escadron de sous-marins était en poste dans une partie de l'océan Pacifique s'étendant du nord-ouest au nord-est d'Oahu, et le I-1 arriva dans sa zone de patrouille, dans la partie la plus occidentale du canal de Kauai entre Kauai et Oahu, ce jour-là. Les sous-marins avaient ordre d'attaquer tout navire qui se serait éloigné de Pearl Harbor pendant ou après l'attaque, qui était prévue pour le matin du 7 décembre 1941.

### Seconde Guerre mondiale

#### Première patrouille de guerre
À 7h30 le 7 décembre 1941, le I-1 aperçut un hydravion Aichi E13A1 (désignation allié "Jake") revenant au croiseur lourd Tone après un vol de reconnaissance au-dessus des routes de Lahaina au large de Maui. Dans les jours qui suivirent, il fut attaqué à plusieurs reprises par des avions; bien qu'il ne subisse aucun dommage, il commença à maintenir son réservoir de flottabilité négative (ballast) inondé lorsqu'il remontait à la surface afin de pouvoir plonger plus rapidement. Le 10 décembre 1941, à 5 h 30, il aperçut un porte-avions de la marine américaine, probablement l'USS Enterprise, à 24 milles nautiques (44 km) au nord-nord-est de Kahala Point sur Kauai, mais il fut contraint de plonger et ne put transmettre un rapport d'observation pendant près de 12 heures. On lui attribue souvent un bombardement de Kahului, Maui, le 15 décembre 1941, bien que ce soit en fait le I-75 qui ait bombardé Kahului ce jour-là.
Le 27 décembre 1941, le commandant du 2e escadron de sous-marins, à bord de son navire amiral I-7, donna l'ordre au I-1 de bombarder le port de Hilo, sur l'île d'Hawaii, le 30 décembre 1941. Il arriva au large de Hilo le 30 décembre et effectua une reconnaissance périscopique du port, apercevant le transport d'hydravions USS Hulbert de l'US Navy - qu'il identifia à tort comme un petit transport - qui y était amarré. Après la tombée de la nuit, il a fait surface et a tiré dix obus de 140 millimètres (5,5 pouces) à partir de ses canons de pont sur le USS Hulbert. Un obus a touché le quai à côté du Hulbert et un autre a déclenché un feu près de l'aéroport de Hilo. Aucun n'a touché le Hulbert, et le Hulbert et une batterie du Corps d'artillerie côtière de l'armée américaine ont riposté. Réclamant à tort des dommages modérés au Hulbert, le I-1 a cessé le feu et a quitté la zone.
Le 7 janvier 1942, le I-1 attaqua un transport au sud du canal de Kauai, mais ne réussit pas à le toucher. Le 9 janvier 1942, il reçut l'ordre de se détourner de sa patrouille et de rechercher le porte-avions USS Lexington de la marine américaine, que le sous-marin I-18 avait aperçu au nord-est de l'atoll Johnston, mais il ne trouva pas le Lexington. Il arriva à Kwajalein en compagnie des I-2 et I-3 le 22 janvier 1942. Les trois sous-marins quittèrent Kwajalein le 24 janvier 1942 à destination de Yokosuka, que le I-1 atteignit le 1er février 1942.

#### Seconde patrouille de guerre
Pendant que le I-1 était à Yokosuka, le 2e escadron de sous-marins - composé des I-1, I-2, I-3, I-4, I-5, I-6 et I-7 - fut affecté à la Force d'invasion des Indes orientales néerlandaises dans la zone sud-est le 8 février 1942. Le I-1 quitta Yokosuka le 13 février 1942 en direction de Palau, qu'il atteignit le 16 février. Après s'être ravitaillé en carburant auprès du pétrolier Fujisan Maru, il reprit la mer pour les Indes orientales néerlandaises le 17 février 1942 en compagnie des I-2 et I-3. Il s'arrêta à Staring Bay dans la péninsule sud-est de Célèbes, juste au sud-est de Kendari, puis reprit la mer à 17 heures le 23 février 1942 pour commencer sa deuxième patrouille de guerre, en direction de la mer de Timor et de l'océan Indien. Peu après son départ de Staring Bay, le vilebrequin de son moteur diesel tribord est tombé en panne, mais il a continué à avancer, n'effectuant la plus grande partie de sa patrouille que sur un seul arbre.
Le I-1 était en surface dans l'océan Indien au large de l'Australie occidentale, à 250 milles nautiques (460 km) au nord-ouest de Shark Bay, tôt le matin du 3 mars 1942, lorsqu'il a aperçu la fumée du Siantar, un cargo néerlandais armé de 8 806 tonnes, qui faisait un voyage de Tjilatjap, Java, vers l'Australie. À 6h30, il a fait surface sur bâbord du Siantar et a ouvert le feu avec son canon de pont avant de 140 millimètres. Le Siantar a manœuvré à pleine vitesse et a riposté au I-1 avec son canon de 75 millimètres, mais il s'est bloqué après seulement quelques tirs. Le second tir du I-1 a fait tomber l'antenne radio du Siantar. Un incendie s'est déclaré à bord du Siantar, et son équipage a abandonné le navire. Après avoir touché le Siantar une trentaine de fois, le I-1 a tiré une torpille sur lui, et environ dix minutes plus tard, le Siantar a coulé par l'arrière vers 7h00 à la position géographique de 21° 20′ S, 108° 45′ E. Sur ses 58 membres d'équipage, le Siantar a perdu 21 personnes.
Le 9 mars 1942, le I-1 a capturé un canot transportant cinq membres de l'armée australienne qui tentait de rejoindre l'Australie depuis le Timor néerlandais. Le 11 mars 1942, il a atteint Staring Bay, où il s'est amarré à côté du ravitailleur de sous-marins Santos Maru. Il a transféré ses prisonniers sur un navire-hôpital. Le 15 mars 1942, il a mis le cap sur Yokosuka, qu'il a atteint le 27 mars 1942.

#### Mars-Juin 1942
Après son arrivée à Yokosuka, le I-1 a été mis en cale sèche pour des réparations sur son moteur diesel tribord et à son vilebrequin. Il a également subi une révision au cours de laquelle les ouvriers du chantier naval ont remplacé la mitrailleuse de 7,7 mm sur son pont par une mitrailleuse de 13,2 mm de type 93 et son télémètre Zeiss de 3 mètres par un télémètre japonais de type 97, ont retiré une partie du blindage protégeant son compartiment de stockage des torpilles, et ont installé un système de tir automatique. Le 10 avril 1942, Il a été réaffecté avec le I-2 et le I-3 à la Force avancée. Le 18 avril 1942, 16 bombardiers North American B-25 Mitchell de l'armée de l'air américaine (United States Army Air Forces ou USAAF) lancés par le porte-avions USS Hornet ont frappé des cibles sur Honshū lors du raid de Doolittle. Un B-25 a visé Yokosuka, et les membres de l'équipage sur le pont du I-1 ont vu qu'il endommageait le porte-avions Ryūhō en cale sèche, qui était en cours de conversion à partir du ravitailleur de sous-marins Taigei.
Le 7 juin 1942, le I-1 a participé à des expériences dans la baie de Tokyo avec un ballon captif destiné à être utilisé par les navires marchands. Il a effectué plusieurs simulations d'attaque contre un navire transportant un prototype du ballon.

#### Quatrième patrouille de guerre
Alors que le I-1 était à Yokosuka, la campagne des îles Aléoutiennes commença les 3 et 4 juin 1942 par un raid aérien japonais sur le port de Dutch Harbor, en Alaska, suivi rapidement par l'occupation japonaise sans opposition des îles Aléoutiennes d'Attu le 5 juin et de Kiska le 7 juin 1942. Le 10 juin 1942, les I-1, I-2, I-3, I-4, I-5, I-6 et I-7 furent réaffectés à la Force du Nord pour servir dans les Aléoutiennes, et le 11 juin 1942, le I-1 se mit en route pour les eaux des Aléoutiennes en compagnie des I-2, I-3, I-4 et I-7 pour commencer sa quatrième patrouille de guerre. Le 20 juin 1942, les I-1, I-2 et I-3 rejoignirent la ligne de patrouille "K" dans l'océan Pacifique Nord entre les coordonnées géographiques 48° N, 178° O et 50° N, 178° O. À la mi-juillet 1942, un navire de guerre américain non identifié - peut-être le garde-côte américain USCGC Onondaga - attaqua le I-1 dans le Pacifique Nord au sud de l'île Adak et la poursuivit pendant 19 heures avant que le I-1 ne plonge finalement à 79 m de profondeur et s'échappe. Le 20 juillet 1942, le I-1 fut réaffecté à la Force avancée et reçut ce jour-là l'ordre de retourner à Yokosuka, qu'il atteignit le 1er août 1942.

#### Campagne de Guadalcanal, 1942
Pendant le séjour du I-1 à Yokosuka, la bataille de Guadalcanal a commencé le 7 août 1942 par des débarquements amphibies américains à Guadalcanal, Tulagi, les îles Florida, Gavutu et Tanambogo dans le sud-est des îles Salomon. Le 20 août 1942, le 2{{}} escadron de sous-marins a été dissous.Fin août 1942, le I-1 a subi des travaux au Yokosuka Navy Yard, au cours desquels son canon de pont de 140 mm a été retiré et un support pour une péniche de débarquement étanche de classe Daihatsu de 46 pieds (14 m) a été installé à l'arrière de sa tour de commande, ce qui a amélioré sa capacité à transporter des fournitures aux forces japonaises à terre dans les îles Salomon. Les travaux étant terminés au début du mois de septembre 1942, il commença les exercices avec la 4e Forces navales spéciales de débarquement (FNSD) de Maizuru, qui avait été désignée comme "Unité spéciale de débarquement" pour un raid prévu par les Japonais sur Espiritu Santo dans les Nouvelles-Hébrides.
Le 8 septembre 1942, le I-1 quitta Yokosuka à destination des îles Truk, où il arriva le 14 septembre 1942. Le 15 septembre 1942, le commandant en chef de la 6e flotte, le vice-amiral Teruhisa Komatsu, inspecta son installation de montage Daihatsu. Il quitta Truk le 17 septembre 1942 et arriva le 22 septembre 1942 à Rabaul en Nouvelle-Bretagne, où il fut réaffecté à la Force des mers du Sud extérieures de la 8e Flotte avec le I-2 et le I-3 le 24 septembre 1942. Il partit le 25 septembre 1942 pour appuyer un débarquement à Rabi, en Nouvelle-Guinée, mais fut bientôt rappelé et retourna à Rabaul le 27 septembre 1942.
Le 1er octobre 1942, le I-1 a pris la mer pour transporter des provisions à un détachement du 5e SNLF Sasebo sur l'île de Goodenough, avec un Daihatsu, l'équipage de trois hommes du Daihatsu, et une cargaison de nourriture et de munitions. À 22 h 40 le 3 octobre 1942, il a fait surface au large de la mission Kilia, à la pointe sud-ouest de l'île de Goodenough, et le Daihatsu a ramené sa cargaison à terre. Il embarqua 71 blessés de la SLNF et les restes incinérés de 13 autres personnes, récupéra le Daihatsu et retourna à Rabaul, qu'il atteignit à 13h30 le 6 octobre 1942. Il repartit avec un autre chargement de nourriture et de munitions le 11 octobre 1942. Il fit surface au large de la mission de Kilia à 18h30 le 13 octobre et lança son Daihatsu. Les renseignements alliés avaient prévenu de son arrivée, et un bombardier de patrouille Lockheed Hudson Mark IIIA de la Force aérienne royale australienne de l'escadron no 32 a attaqué la zone de débarquement, larguant des fusées éclairantes et des bombes, et le I-1 s'est immergé et est reparti, laissant son Daihatsu derrière lui.
Alors que le I-1 était en mer, un hydravion du I-7 a effectué un vol de reconnaissance au-dessus d'Espiritu Santo le 17 octobre 1942, y trouvant une importante force navale alliée. Les Japonais ont décidé d'annuler le raid de la SNLF sur Espiritu Santo auquel le I-1 s'était entraîné à participer.
Le 17 octobre 1942, le I-1 est réaffecté à la Force avancée, et le 22 octobre 1942, il quitte Rabaul pour rejoindre un groupe de patrouille sous-marine opérant au sud de San Cristobal en prévision de la prochaine bataille des îles Santa Cruz, qui se déroulera du 25 au 27 octobre. Le 28 octobre 1942, il reçoit l'ordre de rechercher les équipages aériens japonais abattus dans les environs des îles Stewart. Le 29 octobre, il commence à fouiller les eaux autour des îles, mais doit bientôt interrompre ses recherches en raison d'une nouvelle défaillance de son vilebrequin tribord.Un Consolidated PBY Catalina de l'escadron de patrouille 11 (VP-11) a signalé avoir attaqué un sous-marin le 29 octobre 1942 à la position géographique de 13° 15′ S, 162° 45′ E, et sa cible était très probablement le I-1. Le I-1 se dirigea vers Truk. Il quitta Truk à 17h00 le 13 novembre 1942 à destination de Yokosuka, qu'il atteignit à 16h30 le 20 novembre 1942.

#### Novembre 1942-janvier 1943
À Yokosuka, le I-1 a subi des réparations de son moteur diesel tribord et de son moteur électrique Son montage Daihatsu a également été retravaillé. Du 16 au 23 décembre 1942, il a été mise en cale sèche pour l'entretien de la coque. Ses réparations ont été achevées le 30 décembre 1942 et le 2 janvier 1943, il a pris la mer à 8h00 pour effectuer des essais de lancement du Daihatsu au large de Nojimazaki. Il était de retour au port à 12h00.
Le 3 janvier 1943, le I-1 appareilla de Yokosuka en direction de Truk, qu'il atteignit à 18 heures le 10 janvier 1943. Après son arrivée, il déchargea toutes ses torpilles sauf deux et reçut son Daihatsu. Le 12 janvier 1943, à 6h30, il prit la mer pour effectuer des essais de lancement du Daihatsu, mais fut de retour à son mouillage à 8h30 pour réparer la soupape d'admission d'air de ses moteurs diesel. Le 14 janvier, il effectua d'autres essais de lancement, et le 15 janvier, il prit la mer à 13h00 pour des essais de lancement de nuit, et revint au port à 20h00.

#### Campagne de Guadalcanal, 1943
Le 16 janvier 1943, à 19 heures, le I-1 a quitté Truk pour Rabaul, où il est arrivé à 7 h 30 le 20 janvier 1943. Il a pris à bord une cargaison de conteneurs en caoutchouc chargés de deux jours de rations alimentaires - riz, pâte de haricots, curry, jambon et saucisses - pour 3 000 hommes. Le 24 janvier 1943, à 16 heures, il a quitté Rabaul pour Guadalcanal, où il devait livrer sa cargaison à Kamimbo Bay sur la côte nord-ouest de l'île.
Le 26 janvier 1943, le commandant des forces navales alliées dans les îles Salomon a informé tous les navires alliés dans la zone de Guadalcanal-Tulagi de la possibilité que des sous-marins de ravitaillement japonais arrivent dans la baie de Kamimbo les 26, 27 et 29 janvier 1943 au soir. Les corvettes dragueurs de mines HMNZS Kiwi et HMNZS Moa de la Royal New Zealand Navy reçurent l'ordre d'effectuer une patrouille anti-sous-marine dans la zone de la baie de Kamimbo. De son côté, la 6e flotte japonaise avertit la 7e division sous-marine que des torpilleurs à moteur alliés opèrent dans les environs de la baie de Kamimbo et lui conseille de ne décharger le ravitaillement qu'à la nuit tombée.

#### Perte
Le 29 janvier 1943, à 20h30, le I-1 a fait surface au large de la baie de Kamimbo sous un fort grain de pluie et s'est dirigé vers le rivage, avec ses ponts inondés,. À 20h35, le Kiwi, qui patrouillait avec le Moa au large de la baie de Kamimbo, a détecté le I-1, d'abord avec son matériel d'écoute puis avec son ASDIC, à une distance de 2 700 mètres,,; le Moa a tenté de confirmer le contact, mais n'a pas réussi,; le Kiwi a fermé le champ de tir,. Lorsque l'un des vigies du I-1 a aperçu le Kiwi et le Moa - les identifiant à tort comme des torpilleurs - le I-1 a viré au port et s'est immergé, plongeant à 100 pieds (30 mètres), et gréant pour une course silencieuse,. Le Kiwi a vu le I-1 plonger et s'est dirigé vers l'attaque, larguant 12 grenades sous-marines en deux fois six,. Les grenades sous-marines ont explosé à proximité du I-1, faisant tomber plusieurs de ses hommes, provoquant une fuite dans sa salle de ravitaillement arrière,.
La deuxième attaque du Kiwi à 20h40 a été paralysante,. Il a mis hors service les pompes de l'I-1, le moteur de direction et l'arbre d'hélice bâbord, et a rompu son collecteur haute pression, envoyant un fin brouillard d'eau dans sa salle de contrôle,. Son tableau de distribution principal a été partiellement court-circuité et tout l'éclairage s'est éteint,. Le I-1 a commencé une descente incontrôlée avec un angle de descente de 45 degrés. Son commandant a ordonné que les ballasts principaux avant soient vidés et que l'arbre porte-hélice encore opérationnel soit complètement inversé, ce qui a stoppé la descente, mais pas avant que le I-1, dont la profondeur d'essai n'était que de 64 mètres, n'atteigne une profondeur estimée à 180 mètres. Une grave fuite a commencé dans la salle des torpilles avant et l'eau de mer a inondé les batteries du I-1, libérant du chlore gazeux mortel,.
Vers 21h00, alors que le Kiwi lançait une troisième attaque, le I-1 a fait surface à 1 800 m au large du Kiwi par le travers tribord,,. Par l'avant, le I-1 s'est dirigé vers le rivage de Guadalcanal pour s'échouer, en utilisant son diesel tribord et en roulant à 11 nœuds (20 km/h),. Son commandant a pris personnellement la barre et ses équipages de canons se sont occupés de son canon de pont de 140 millimètres. Le Kiwi a éclairé le I-1 avec son projecteur de 10 pouces (254 mm), et le Moa a tiré des obus en étoile pour éclairer davantage la scène, le Kiwi a ouvert le feu à bout portant avec un canon de 4 pouces (102 mm) et un canon Oerlikon de 20 mm,,, le Kiwi a touché le I-1 avec son troisième obus de 4 pouces (102 mm). Ses tirs ont ratissé le kiosque et le pont du I-1, détruisant sa mitrailleuse, réduisant au silence son canon de pont, mettant le feu à son Daihatsu, et tuant son commandant et la plupart de son équipage de pont et de ses artilleurs,. N'étant pas guidé par sa passerelle, le I-1 a commencé un lent virage à tribord,. Après que le navigateur du I-1 soit remonté vers la tour de commande et ait trouvé tout le monde sur sa passerelle et son pont mort ou grièvement blessé, son officier torpilleur a pris le commandement,. Croyant que les Néo-Zélandais avaient l'intention d'aborder et de capturer le I-1, il prépara le sous-marin pour repousser les abordeurs, envoyant une équipe de réserve sur le pont pour s'occuper de son canon de pont, ordonnant à tous les officiers survivants de s'armer de leurs sabres, et délivrant des carabines Arisaka Type 38 aux quatre meilleurs tireurs d'élite de l'équipage survivant,.
À 21h20, le Kiwi a viré vers le I-1 à pleine vitesse à une distance de 370 m,, Les artilleurs du I-1 n'ont pas pu toucher le Kiwi, qui était partiellement protégé par le kiosque du I-1, et le Kiwi l'a éperonné sur son côté bâbord, derrière celui-ci,. Alors que le Kiwi reculait, il est entré dans le champ de tir dégagé du canon de pont du I-1, et les mitrailleurs du I-1 ont revendiqué des impacts qui ont mis le Kiwi en feu, bien qu'en fait aucun feu n'ait éclaté à bord du Kiwi,. Croyant qu'ils étaient au combat avec des torpilleurs, les vigies du I-1 ont également rapporté avoir vu trois torpilles passer à proximité à bord,, bien que les deux corvettes néo-zélandaises n'aient pas d'armement de torpilles.
Le Kiwi a éperonné le I-1 une seconde fois, réussissant un coup de semonce qui a écrasé l'un des avant-plans du I-1,. Armés de sabres, le navigateur et le premier lieutenant du I-1 ont tenté sans succès de monter à bord du Kiwi; le navigateur a saisi le rail du pont supérieur du Kiwi, mais a été projeté par-dessus bord alors que le Kiwi reculait de la coque du I-1,. Le Kiwi a de nouveau éperonné le I-1, cette fois-ci sur son côté tribord, et est monté sur son pont arrière,. Le Kiwi a endommagé sa propre étrave et son équipement ASDIC, mais il a percé un trou dans l'un des ballasts principaux du I-1 et a mis hors service toutes les pompes d'assèchement sauf une du sous-marin, et le I-1 a pris une gîte croissante sur tribord,. Endommagé et avec son canon de 4 pouces (102 mm) en surchauffe, le Kiwi s'est éloigné du I-1 et le Moa a continué la poursuite, tirant sur le I-1 tout en l'éclairant avec un projecteur et des obus en étoile,. Il a touché le I-1 à plusieurs reprises, mais le blindage supérieur du sous-marin a dévié certains des obus du Moa et les éclaboussures du sous-marin ont éteint le feu qui faisait rage dans son Daihatsu,. Le I-1 a continué vers Guadalcanal à 12 nœuds (22 km/h).
À 23h15, le I-1 s'est échoué sur Fish Reef au large de la côte de Guadalcanal, à 300 mètres au nord de la baie de Kamimbo,. La moitié arrière de sa coque a été entièrement inondée et il a pris une forte gîte sur tribord. Soixante-six hommes ont abandonné le navire, et peu de temps après, le I-1 a coulé à la position géographique de 9° 13′ S, 159° 40′ E. Il s'est immobilisé avec 4,6 mètres de sa proue dépassant de l'eau à un angle de 45 degrés,.
Le I-1 a perdu 27 hommes dans la bataille avec le Kiwi et le Moa,. Soixante-huit hommes ont survécu, dont deux hommes qui sont passés par-dessus bord pendant la bataille et ont nagé jusqu'à Guadalcanal séparément des autres survivants,. Le seul décès du côté néo-zélandais a été celui de l'opérateur de projecteur du Kiwi, qui est resté à son poste malgré une blessure mortelle par balle lors de la deuxième tentative d'éperonnage du Kiwi et est mort deux jours plus tard. À elles deux, les deux corvettes ont tiré cinquante-huit obus de 4 pouces (102 mm), revendiquant 17 impacts et sept impacts probables, ainsi qu'environ 1 259 cartouches de munitions Oerlikon et 3 500 cartouches d'armes légères.

### Tentatives de sauvetage et démolition
Le Moa a patrouillé au large de l'épave du I-1 jusqu'à l'aube du 30 janvier 1943, date à laquelle il s'est arrêté pour l'inspecter,. Il a trouvé deux survivants à l'épave, en capturant l'un et en tuant l'autre sous les tirs de mitrailleuses,. Il a également récupéré des cartes marines et ce qu'il a cru être un livre de codes, bien qu'il s'agisse plus probablement du journal de bord du I-1. L'artillerie japonaise à terre a ouvert le feu sur le Moa, le forçant à quitter la zone.
Soixante-trois des survivants du I-1 ont été évacués de Guadalcanal le 1er février 1943. Lorsqu'ils ont atteint Rabaul et ont été débriefés, les Japonais ont conclu que les matériaux du code à bord de son épave risquaient d'être compromis. Entre-temps, l'officier torpilleur du I-1, deux de ses officiers subalternes et 11 hommes de destroyers japonais ont atteint l'épave dans un Daihatsu après 19 heures le 2 février 1943. Ils ont attaché deux grenades sous-marines et quatre charges de démolition plus petites à l'épave et les ont fait exploser pour tenter de la détruire en faisant exploser des torpilles encore à bord du I-1. Bien que les torpilles n'aient pas explosé et que l'épave n'ait pas été détruite, les grenades sous-marines ont causé suffisamment de dégâts pour empêcher le sauvetage du I-1. Évacués de Guadalcanal le 7 février 1943 - le jour où la campagne de Guadalcanal s'est terminée par l'achèvement de l'opération Ke, l'évacuation de toutes les forces japonaises de l'île - les trois officiers ont par la suite signalé leur incapacité à détruire l'épave après leur arrivée à Rabaul.
Le 10 février 1943, les Japonais ont tenté une nouvelle fois de détruire l'épave du I-1, lorsque neuf bombardiers en piqué Aichi D3A1 (désignation allié "Val") basés à Buin, en provenance de Bougainville et escortés par 28 chasseurs Mitsubishi A6M Zero (désignation allié "Zeke") l'ont attaquée. La plupart des bombardiers en piqué n'ont pas réussi à trouver l'épave, mais l'un d'entre eux l'a touchée près de la tour de contrôle avec une bombe de 250 kg. Le 11 février 1943, le I-2 a quitté l'île Shortland avec à son bord l'officier torpilleur du I-1, chargé de trouver et de détruire l'épave du I-1.

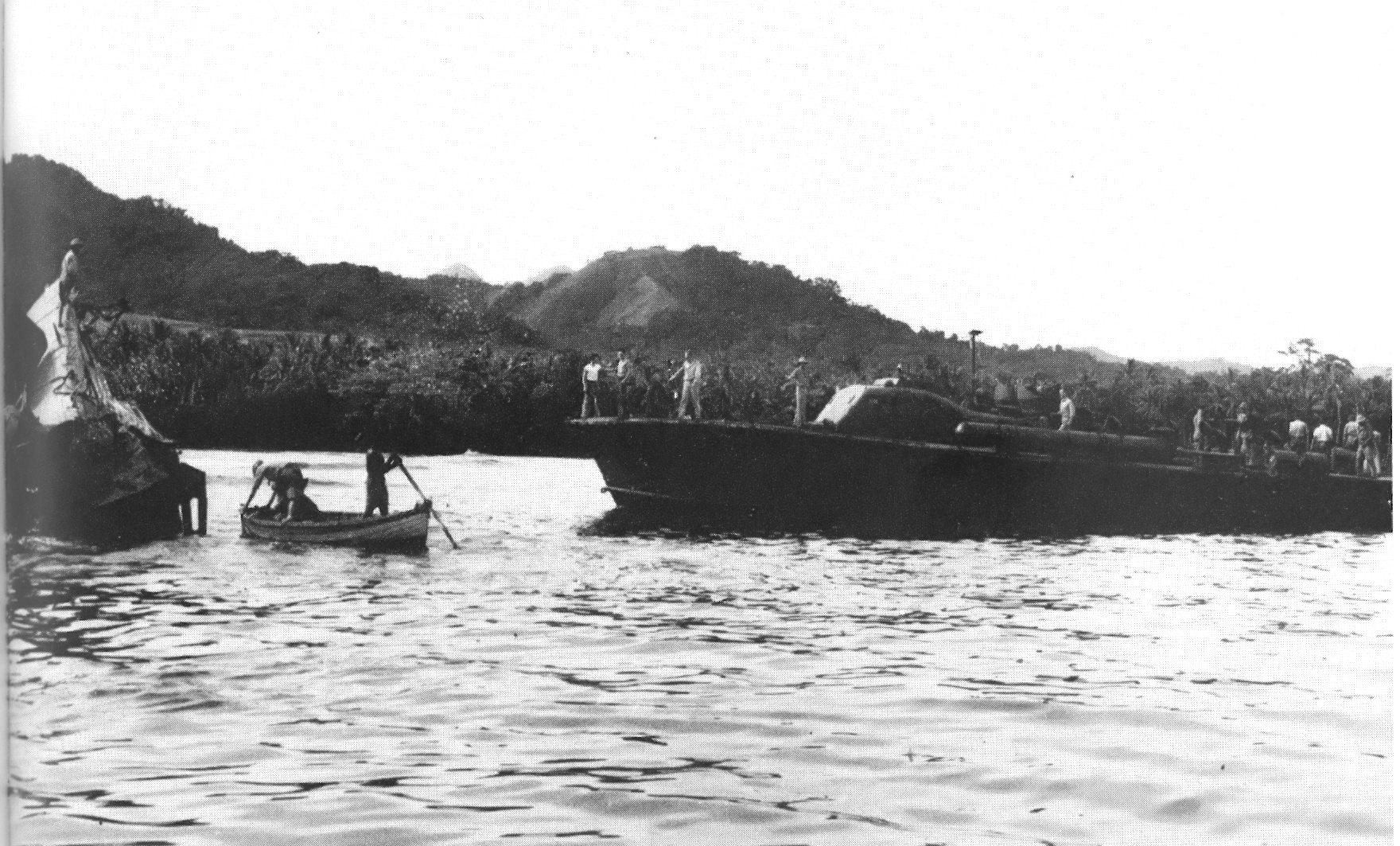
L'équipage du PT-65 de l'U.S. Navy et le personnel du renseignement embarqué inspectent l'épave du I-1 le 11 février 1943.

Comme le craignaient les Japonais, les Alliés ont commencé à enquêter sur l'épave du I-1 dans l'espoir d'en récupérer les renseignements. Le 11 février 1943, le jour où le I-2 a quitté l'île Shortland, le PT boat PT-65 de la marine américaine est arrivé sur l'épave avec à son bord des officiers de renseignement de l'armée américaine qui ont évalué le potentiel de l'épave à fournir des informations utiles. Le 13 février 1943, le navire de sauvetage sous-marin USS Ortolan a inspecté l'épave du I-1, et ses plongeurs ont récupéré cinq livres de codes et d'autres documents de communication importants. Ce soir-là, le I-2 a pénétré dans la baie de Kamimbo à une distance de seulement 1 010 m du rivage, mais n'a pas réussi à trouver l'épave du I-1,. Le 15 février 1943 - le jour où la marine impériale japonaise a décidé d'examiner tous les matériaux de code à bord du I-1 compromis et a révisé et mis à jour ses codes - il a essayé à nouveau, atteignant un point à 1,4 mille nautique (2,6 km) de la côte avant que des torpilleurs à moteur ne l'attaquent avec des grenades sous-marines,. Après qu'un avion l'ait également attaqué à 11h20, le I-2 a abandonné et est retourné sur l'île Shortland. Finalement, la marine américaine aurait récupéré des livres de codes, des cartes, des manuels, le journal de bord et d'autres documents secrets, ainsi que du matériel, de l'épave du I-1.
Les Japonais ont rayé le I-1 de la liste de la Marine le 1er avril 1943.

### Evènements après-guerre

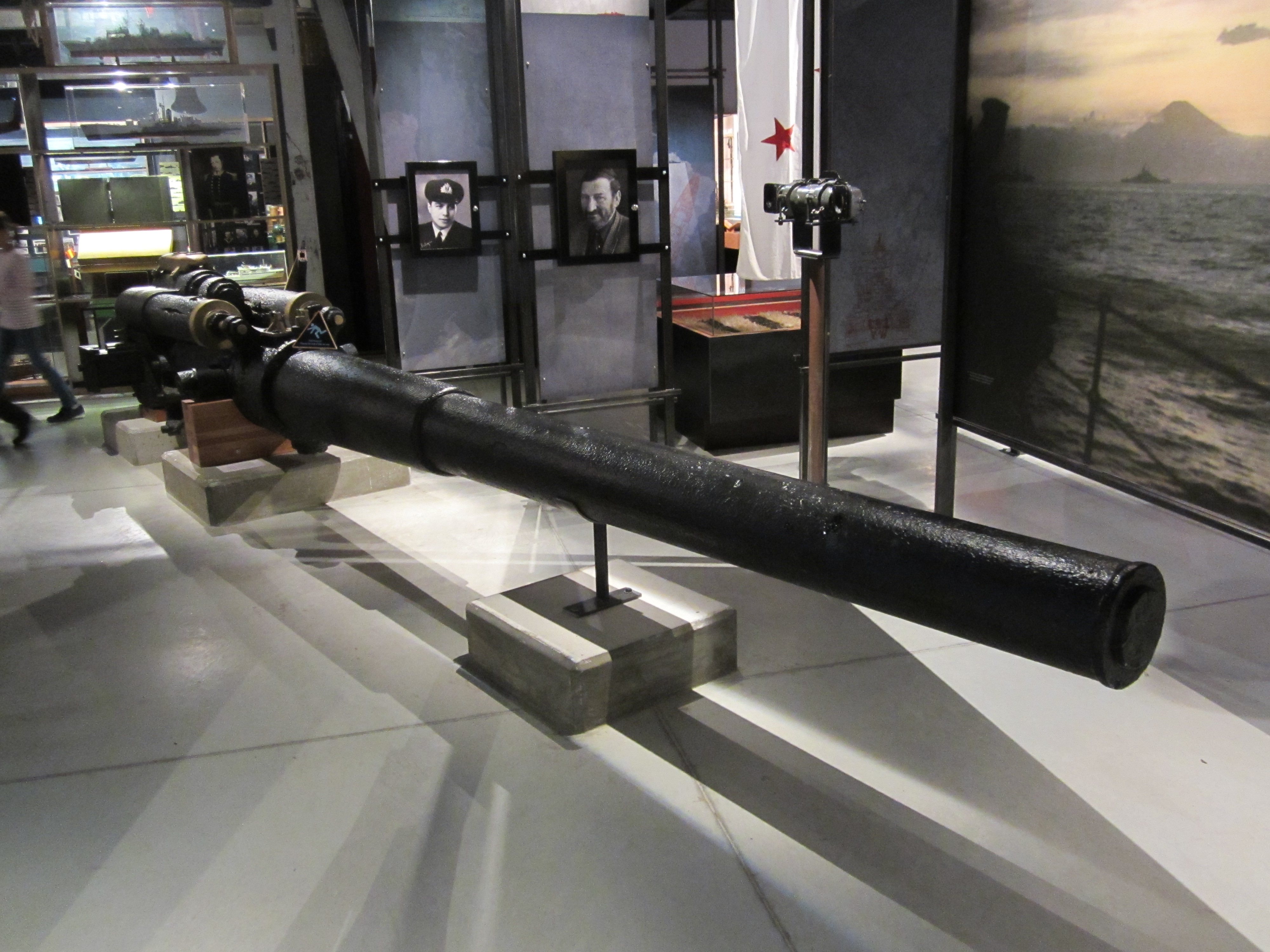
Le canon du I-1 exposée au Torpedo Bay Navy Museum à Auckland, Nouvelle-Zélande, en juin 2012.

En 1968, le canon de pont principal du I-1 a été récupéré et amené à Auckland, en Nouvelle-Zélande, à bord de la frégate HMNZS Otago pour être exposé au Torpedo Bay Navy Museum.
En 1972, un chasseur de trésor australien à la recherche de métaux précieux a fait exploser la section avant du I-1. Alors que des torpilles actives étaient encore à l'intérieur, l'explosion a détruit le tiers avant du sous-marin, la section avant s'étant fendue. Les deux tiers arrière de l'épave sont restés intacts. L'épave du I-1 repose sur une pente avec les restes de sa proue par 14 m de fond et sa poupe par 27 m de fond.
Le fanion du I-1 est exposé aux États-Unis au Musée national de la guerre du Pacifique (National Museum of the Pacific War) à Fredericksburg, Texas.

## Source
- (en) Cet article est partiellement ou en totalité issu de l’article de Wikipédia en anglais intitulé « Japanese submarine I-1 » (voir la liste des auteurs).